# Municipio de North Star (Dakota del Norte)
El municipio de North Star (en inglés: North Star Township) es un municipio ubicado en el condado de Burke en el estado estadounidense de Dakota del Norte. En el año 2010 tenía una población de 35 habitantes y una densidad poblacional de 0,33 personas por km².

## Geografía
El municipio de North Star se encuentra ubicado en las coordenadas 48°56′37″N 102°12′46″O / 48.94361, -102.21278. Según la Oficina del Censo de los Estados Unidos, el municipio tiene una superficie total de 104.81 km², de la cual 103,4 km² corresponden a tierra firme y (1,34 %) 1,41 km² es agua.

## Demografía
Según el censo de 2010, había 35 personas residiendo en el municipio de North Star. La densidad de población era de 0,33 hab./km². De los 35 habitantes, el municipio de North Star estaba compuesto por el 100 % blancos. Del total de la población el 0 % eran hispanos o latinos de cualquier raza.